# Portela (Loures)
Portela (antigament coneguda com a Portela de Sacavém i, després, com a Portela de Loures) és una antiga freguesia portuguesa del municipi de Loures, amb 0,99 km² d'àrea i 11.809 habitants (al cens del 2011). Té una densitat demogràfica de 11.928,3 hab/km². Des del 2013, forma part de la nova Unió de Freguesies de Moscavide i Portela.

## Geografia
Situada a l'extrem sud-est del municipi, la freguesia de Portela feia frontera amb Sacavém, al nord, Prior Velho, a l'oest, Moscavide, a l'est (a Loures), i amb Santa Maria dos Olivais, al sud (a Lisboa).

## Població
| Població de la freguesia de Portela | Població de la freguesia de Portela | Població de la freguesia de Portela | Població de la freguesia de Portela | Població de la freguesia de Portela | Població de la freguesia de Portela | Població de la freguesia de Portela | Població de la freguesia de Portela | Població de la freguesia de Portela | Població de la freguesia de Portela | Població de la freguesia de Portela | Població de la freguesia de Portela | Població de la freguesia de Portela | Població de la freguesia de Portela | Població de la freguesia de Portela |
| ----------------------------------- | ----------------------------------- | ----------------------------------- | ----------------------------------- | ----------------------------------- | ----------------------------------- | ----------------------------------- | ----------------------------------- | ----------------------------------- | ----------------------------------- | ----------------------------------- | ----------------------------------- | ----------------------------------- | ----------------------------------- | ----------------------------------- |
| 1864                                | 1878                                | 1890                                | 1900                                | 1911                                | 1920                                | 1930                                | 1940                                | 1950                                | 1960                                | 1970                                | 1981                                | 1991                                | 2001                                | 2011                                |
|                                     |                                     |                                     |                                     |                                     |                                     |                                     |                                     |                                     |                                     |                                     |                                     | 16 879                              | 15 441                              | 11 809                              |

Creada per la Llei núm. 111/85, de 04 d'Octubre, amb llogarets desagregats de les freguesies de Moscavide i Sacavém.

## Història

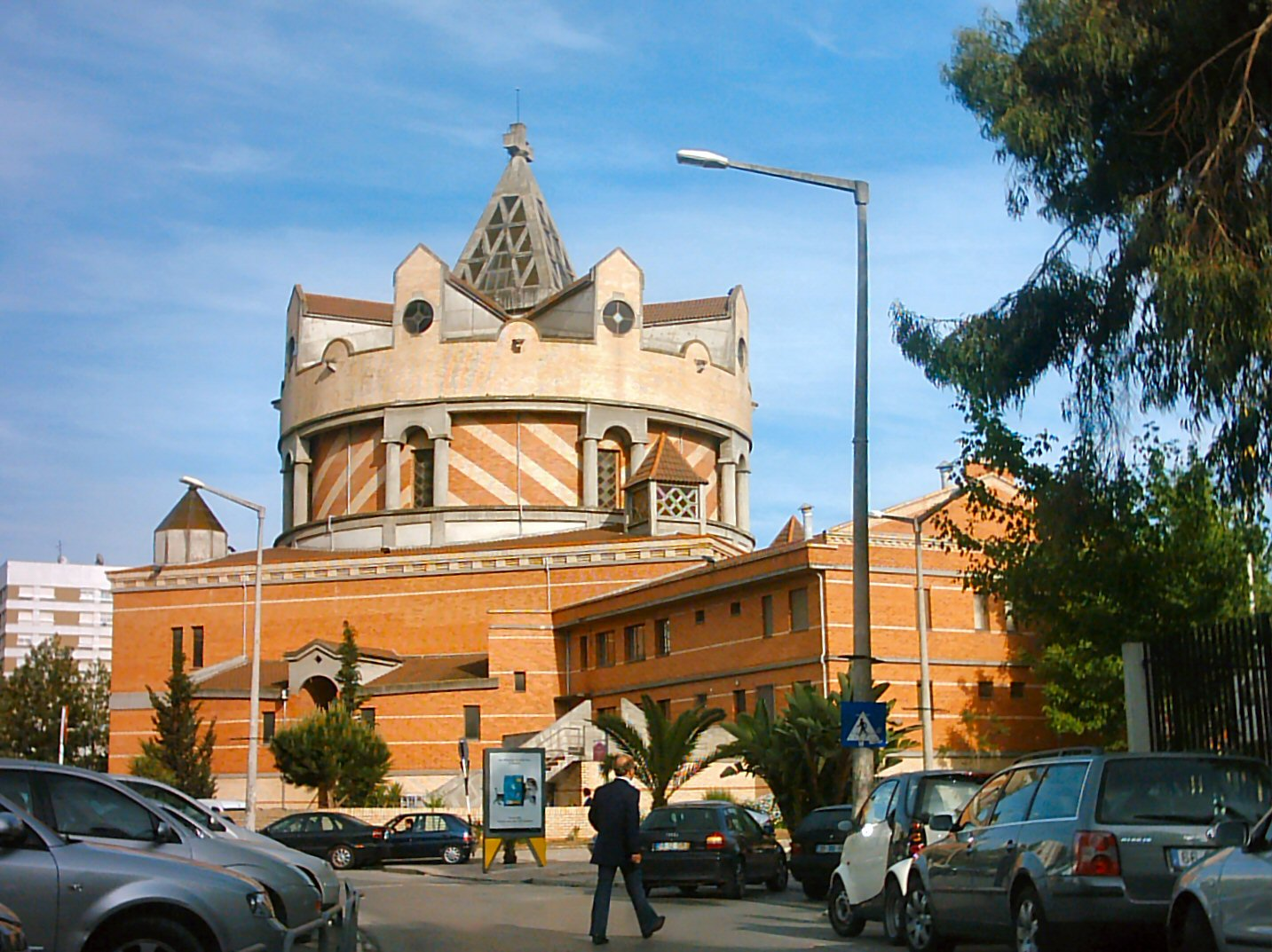
Església de Crist Rei

El nom Portela sembla derivar d'una deformació del llatí portŭlla en portella, que significa 'porta menuda', antigament adjectivada amb «de Sacavém», perquè es tractava d'una de les portes d'entrada d'aquella freguesia, per a qui venia de Lisboa.
Portela era una freguesia de creació prou recent. Tot i que la construcció de la urbanització començà als anys 70 (al lloc on abans hi havia almenys cinc velles quintes), la freguesia es creà oficialment el 4 d'octubre del 1985, per la Llei núm. 111/85, per desmembrament de les freguesies de Sacavém i Moscavide. Aquesta llei entrà en vigor l'1 de gener del 1986.
Freguesia totalment urbana, amb algunes restes de les velles quintes senyorials (com ara la Quinta de la Victòria, on hi havia un establiment d'ensenyament superior), Portela era una urbanització construïda a partir del punt central del seu centre comercial. La mateixa urbanització modernista, una de les poques de Portugal, fou idealitzada pel triple premi Valmor, l'arquitecte Fernando Silva.
Els espais enjardinats i, sobretot, l'Església de Crist Rei, conclosa a mitjan dècada de 1990, amb línies arquitectòniques prou agosarades, confereixen gran bellesa i dinamisme a aquesta freguesia.

## Patrimoni
- Església de Crist Rei de Portela de Sacavém.
- Centre Comercial de Portela.